# David Martínez Madero
David Martínez Madero (Masnou, Maresme 1963 - Milà, 20 de gener del 2011) fou un jurista especialitzat en corrupció i el primer director de l'Oficina Antifrau de Catalunya.
Llicenciat en dret per la Universitat de Barcelona, va començar com a fiscal el 1992, el 1999 va ser nomenat fiscal de la Fiscalia contra la Corrupció i la Criminalitat Organitzada. Entre 2001 i 2007 es va especialitzar en temes de corrupció col·laborant en el procés d'adhesió de Romania a la Unió Europea, fet que li va comportar haver de viure amb guardaespatlles, ja que havia sigut amenaçat per màfies russes. El 26 de maig del 2009 fou nomenat primer director de l'Oficina Antifrau de Catalunya, organisme creat com a reacció a les acusacions de Pasqual Maragall fetes a convergència en seu parlamentària sobre el cobrament de comissions del 3%. Va morir d'un infart de miocardi el gener de 2011 a Milà, en un vol tornant de Singapur, on estava investigant un tema de corrupció. En el moment de la seva mort, estava casat i tenia una filla de 12 anys. També havia treballat com a consultor extern per l'ONU, l'OCDE i la Comissió Europea, entre d'altres.